# Brągalówka
Brągalówka (ukr. Бронгалівка) – wieś na Ukrainie, w obwodzie tarnopolskim, w rejonie tarnopolskim.
Do 2020 w rejonie podhajeckim.